# 三山市
三山市（日语：／ Miyama shi */?）是位于福岡縣南部的一個城市。於2007年1月29日由旧山門郡瀨高町、山川町、三池郡高田町合併而成。
「三山」之名稱取自三池郡的「三」及山門郡的「山」。

## 歷史
在江戶時代屬於筑後國的山門郡與三池郡，為立花藩的領地。
瀨高町、山川町、高田町最初曾在2004年進行合併之討論，並一度計畫在2005年3月22日完成合併，但在高田町議會中遭到兩度否決，造成計畫中止。直到2005年高田町議會改選後，支持合併派的人數超越反對派，因此三地再度進行合併之規劃，並於2006年順利完成合併程序。

### 年表
- 1889年4月1日：實施町村制，現在的轄區在當時分屬：
  - 山門郡：上瀨高町、下瀨高町、本鄉村、小川村、川沿村、綠村、清水村、水上村、萬里小路村、富原村、竹海村。
  - 三池郡：江浦村、二川村、岩田村、飯江村、開村。
- 1901年1月10日：上瀨高町和下瀨高町合併為瀨高町。
- 1907年1月1日：
  - 瀨高町、本鄉村、小川村、川沿村和綠村的部分地區合併為新設置的瀬高町。
  - 清水村和水上村合併為東山村。
  - 萬里小路村、富原村、竹海村和綠村的部分地區合併為山川村。
- 1931年10月1日：江浦村、二川村、岩田村合併為高田村。
- 1942年4月1日：飯江村和開村被併入高田村。
- 1956年9月30日：東山村被併入瀨高町。
- 1958年8月1日：高田村改制為高田町。
- 1959年4月10日：山川村內的竹海地區改劃入高田町。
- 1969年4月1日：山川村改制為山川町。
- 2007年1月29日：瀨高町、山川町、高田町合併為三山市。

### 變遷表
| 1889年以前          | 1889年4月1日 | 1889年 - 1944年     | 1889年 - 1944年         | 1945年 - 1954年          | 1955年 - 1988年          | 1989年 - 現在              | 現在                       |
| ------------------- | ------------ | ------------------- | ----------------------- | ------------------------ | ------------------------ | -------------------------- | -------------------------- |
|                     | 清水村       | 清水村              | 1907年1月1日 東山村     | 1907年1月1日 東山村      | 1956年9月30日 併入瀨高町 | 2007年1月29日 合併為三山市 | 2007年1月29日 合併為三山市 |
|                     | 水上村       |                     | 1907年1月1日 東山村     | 1907年1月1日 東山村      | 1956年9月30日 併入瀨高町 | 2007年1月29日 合併為三山市 | 2007年1月29日 合併為三山市 |
|                     | 上瀨高町     | 1901年1月1日 瀨高町 | 1907年1月1日 瀨高町     | 瀨高町                   | 瀨高町                   | 2007年1月29日 合併為三山市 | 2007年1月29日 合併為三山市 |
|                     | 下瀨高町     | 1901年1月1日 瀨高町 | 1907年1月1日 瀨高町     | 瀨高町                   | 瀨高町                   | 2007年1月29日 合併為三山市 | 2007年1月29日 合併為三山市 |
|                     | 川沿村       |                     | 1907年1月1日 瀨高町     | 瀨高町                   | 瀨高町                   | 2007年1月29日 合併為三山市 | 2007年1月29日 合併為三山市 |
|                     | 小川村       |                     | 1907年1月1日 瀨高町     | 瀨高町                   | 瀨高町                   | 2007年1月29日 合併為三山市 | 2007年1月29日 合併為三山市 |
|                     | 本鄉村       |                     | 1907年1月1日 瀨高町     | 瀨高町                   | 瀨高町                   | 2007年1月29日 合併為三山市 | 2007年1月29日 合併為三山市 |
|                     | 綠村         | 綠村                | 1907年1月1日 瀨高町     | 瀨高町                   | 瀨高町                   | 2007年1月29日 合併為三山市 | 2007年1月29日 合併為三山市 |
| 1907年1月1日 山川村 | 綠村         | 綠村                | 山川村                  | 1969年4月1日 山川町      |                          | 2007年1月29日 合併為三山市 | 2007年1月29日 合併為三山市 |
|                     | 富原村       | 富原村              | 山川村                  | 1969年4月1日 山川町      | 1907年1月1日 山川村      | 2007年1月29日 合併為三山市 | 2007年1月29日 合併為三山市 |
|                     | 萬里小路村   |                     | 山川村                  | 1969年4月1日 山川町      | 1907年1月1日 山川村      | 2007年1月29日 合併為三山市 | 2007年1月29日 合併為三山市 |
|                     | 竹海村       | 竹海村              | 山川村                  | 1969年4月10日 併入高田町 | 1907年1月1日 山川村      | 2007年1月29日 合併為三山市 | 2007年1月29日 合併為三山市 |
|                     | 岩田村       | 岩田村              | 1931年10月1日 高田村    | 高田村                   | 1958年8月1日 高田町      | 2007年1月29日 合併為三山市 | 2007年1月29日 合併為三山市 |
|                     | 二川村       |                     | 1931年10月1日 高田村    | 高田村                   | 1958年8月1日 高田町      | 2007年1月29日 合併為三山市 | 2007年1月29日 合併為三山市 |
|                     | 江浦村       |                     | 1931年10月1日 高田村    | 高田村                   | 1958年8月1日 高田町      | 2007年1月29日 合併為三山市 | 2007年1月29日 合併為三山市 |
|                     | 飯江村       | 飯江村              | 1942年4月1日 併入高田村 | 高田村                   | 1958年8月1日 高田町      | 2007年1月29日 合併為三山市 | 2007年1月29日 合併為三山市 |
|                     | 開村         |                     | 1942年4月1日 併入高田村 | 高田村                   | 1958年8月1日 高田町      | 2007年1月29日 合併為三山市 | 2007年1月29日 合併為三山市 |

## 交通

### 鐵路
- 九州旅客鐵道
  - 鹿兒島本線：瀨高車站 - 南瀨高車站 - 渡瀨車站

|  |

- 西日本鐵道
  - 天神大牟田線：江之浦車站 - 開車站

|  |  |

以下為過去曾經通過轄區之鐵路路線，但現階已停止營運。
- 柳河軌道（已於1932年停駛）
- 東肥鐵道（已於1938年停駛）
- 國鐵
  - 佐賀線（已於1987年停駛）：瀨高車站

### 道路
高速道路
- 九州自動車道：三山柳川交流道 - 山川休息區
- 有明海沿岸道路：黑崎交流道 - 高田交流道

## 觀光資源
- 新船小屋溫泉
- 女山史跡森林公園
- 御牧山
- 田尻城遺跡
- 清水寺清水寺 (みやま市)（日语：清水寺 (みやま市)）

## 教育

### 大學
- 保健醫療經營大學

### 高等學校
- 福岡縣立山門高等學校

## 本地出身之名人
- 與田準一：童話作家
- 鬼丸勝之：政治家人物
- 古賀誠：政治人物
- 野田卯太郎：政治人物
- 伊藤整一：軍人